# Maglia Noachis

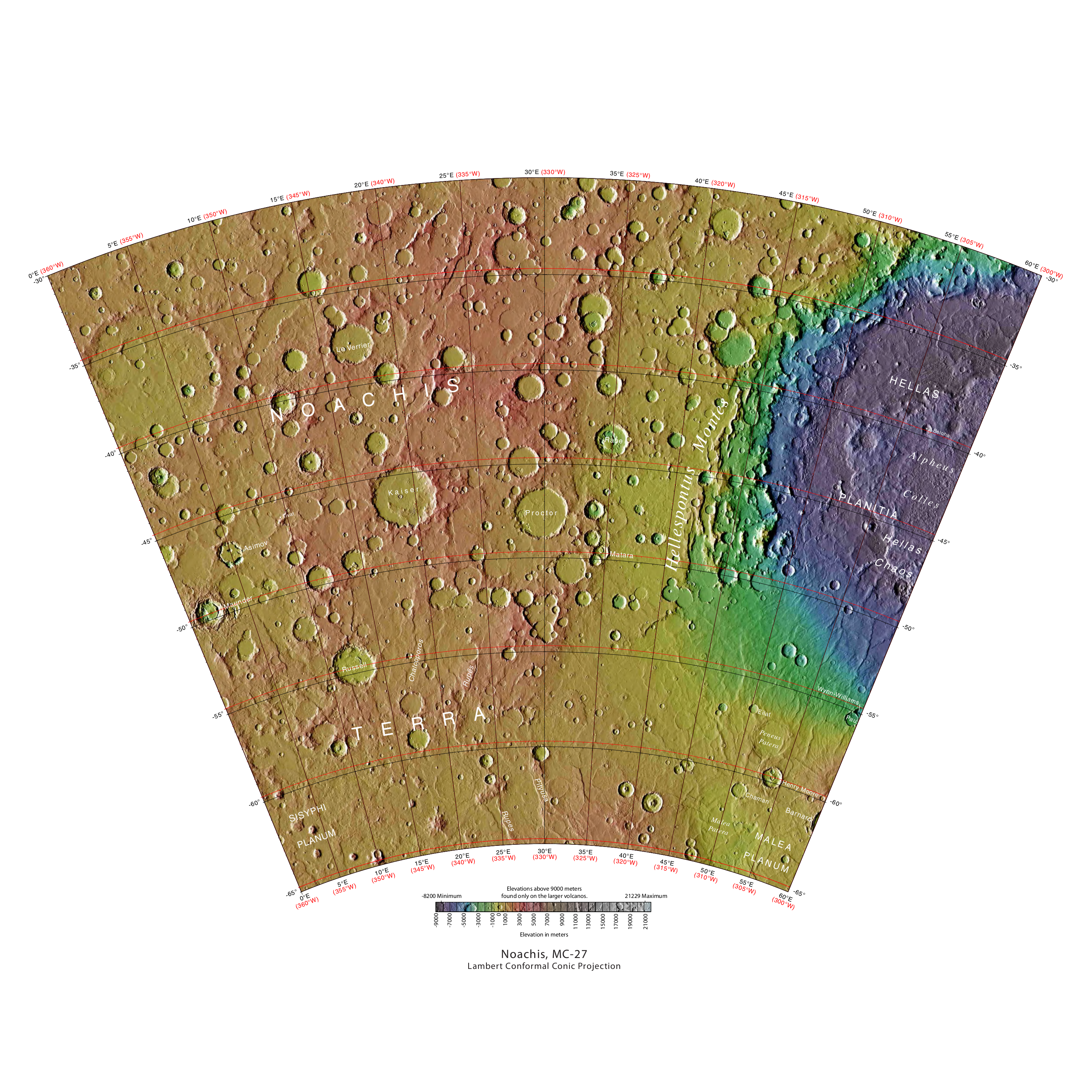
Mappa di MC-27

La Maglia Noachis è la regione di Marte che occupa l’area da 300° a 360° di longitudine ovest e da 30° a 65° di latitudine sud ed è classificata col codice MC-27.
Noachis è così densamente ricoperto di crateri che è considerato tra le più antiche forme di terra su Marte, da cui il termine "Noachiano" per uno dei primi periodi di tempo nella storia marziana. 

## Esplorazione
Il primo pezzo di tecnologia umana ad atterrare su Marte è atterrato (si è schiantato) nella Maglia Noachis. Il Mars 2 sovietico si è schiantato a 44,2°S 313,2°O. Pesava circa una tonnellata. La sonda automatizzata ha tentato di atterrare in una gigantesca tempesta di polvere.